# Довгодько Наталія Вікторівна
Наталія Довгодько (нар. 7 лютого 1991, Київ) — українська веслувальниця (академічне веслування). Олімпійська чемпіонка, дворазова чемпіонка Європи, заслужений майстер спорту України.

## Біографія
Народилася 7 лютого 1991 в Києві. У 2008 році закінчила київську гімназію № 32. У 2013 році стала випускницею Національного технічного університету України «Київський політехнічний інститут».
Веслуванням почала займатися у 2001 році. Перша тренерка — Раїса Кирилова. Тренери — Володимир Морозов, Діна Міфтахутдінова.

## Родина
Брат Наталії, Іван Довгодько, теж займається академічним веслуванням та представляв Україну на Іграх XXX Олімпіади 2012 року в Лондоні. Батько, Віктор Іванович Довгодько, працює в Міністерстві оборони України, полковник, є одним із віцепрезидентів Федерації академічного веслування України, член Національного олімпійського комітету України. Мати, Валентина Дмитрівна, працює в Міністерстві освіти і науки, молоді та спорту України. Веслувальниця Євгенія Довгодько (до шлюбу Німченко) — дружина брата Івана.

## Спортивна кар'єра
- Чемпіонка України 2010–2012 років (одиночка).
- Кубок України-2011 — 2-е місце (четвірка парна).
- Чемпіонат Європи-2011 — 5-е місце (одиночка).
- Фінал Кубка світу-2012 — 1-е місце (четвірка парна).
- Член олімпійської збірної України на Іграх XXX Олімпіади 2012 року в Лондоні. У складі четвірки парної (Катерина Тарасенко, Наталія Довгодько, Анастасія Коженкова та Яна Дементьєва) стала олімпійською чемпіонкою.
- Чемпіонат Європи 2012 — 1-е місце (четвірка парна).
- Чемпіонат Європи 2013 — 5-е місце (одиночка).
- 7 липня 2013 року стала чемпіонкою Універсіади 2013 (одиночка).[4]
- Молодіжний чемпіонат світу U-23 2013 — 4-е місце (одиночка).
- Чемпіонат світу 2013 — 9-е місце (одиночка).
- Чемпіонат Європи 2014 — 9-е місце (одиночка).
- Чемпіонат світу 2014 — дискваліфікація в півфіналі (одиночка).
- Чемпіонат Європи 2015 — 5-е місце (четвірка парна).
- Чемпіонат світу 2015 — 17-е місце (одиночка).
- 2016 — 12-е місце на етапі Кубку світу, 9-е місце на чемпіонаті Європи, 5-е місце на кваліфікаційній регаті на Ігри XXXI Олімпіади 2016 року (в одиночках).
- Чемпіонат світу 2018 — 17-е місце (двійка парна).
- Чемпіонат Європи 2019 — 10-е місце (двійка парна).
- Чемпіонат світу 2019 — 15-е місце (четвірка розпашна без стернового).

## Спортивні результати
| Рік  | Змагання                                                  | Місце проведення                 | W1x       | W1x   | W2x       | W2x   | W4x       | W4x   | W2-       | W2-   | W4-       | W4-   |
| Рік  | Змагання                                                  | Місце проведення                 | Результат | Місце | Результат | Місце | Результат | Місце | Результат | Місце | Результат | Місце |
| ---- | --------------------------------------------------------- | -------------------------------- | --------- | ----- | --------- | ----- | --------- | ----- | --------- | ----- | --------- | ----- |
| 2010 | Чемпіонат світу серед молоді                              | Берестя, Білорусь                | Н/Д       | Н/Д   | Н/Д       | Н/Д   | 06:45.58  | 6     | Н/Д       | Н/Д   | Н/Д       | Н/Д   |
| 2011 | Чемпіонат світу серед молоді                              | Амстердам, Нідерланди            | 07:38.17  | 8     | Н/Д       | Н/Д   | Н/Д       | Н/Д   | Н/Д       | Н/Д   | Н/Д       | Н/Д   |
| 2011 | Чемпіонат Європи                                          | Пловдив, Болгарія                | 08:11.18  | 5     | Н/Д       | Н/Д   | Н/Д       | Н/Д   | Н/Д       | Н/Д   | Н/Д       | Н/Д   |
| 2012 | Кубок світу                                               | Белград, Сербія                  | Н/Д       | Н/Д   | 07:02.07  | 7     | Н/Д       | Н/Д   | Н/Д       | Н/Д   | Н/Д       | Н/Д   |
| 2012 | Кубок світу                                               | Люцерн, Швейцарія                | Н/Д       | Н/Д   | Н/Д       | Н/Д   | 06:15.37  | 1     | Н/Д       | Н/Д   | Н/Д       | Н/Д   |
| 2012 | Кубок світу                                               | Мюнхен, Німеччина                | Н/Д       | Н/Д   | Н/Д       | Н/Д   | 06:33.08  | 1     | Н/Д       | Н/Д   | Н/Д       | Н/Д   |
| 2012 | Олімпійські ігри                                          | Лондон, Велика Британія          | Н/Д       | Н/Д   | Н/Д       | Н/Д   | 06:35.93  | 1     | Н/Д       | Н/Д   | Н/Д       | Н/Д   |
| 2012 | Чемпіонат Європи                                          | Варезе, Італія                   | Н/Д       | Н/Д   | Н/Д       | Н/Д   | 06:26.44  | 1     | Н/Д       | Н/Д   | Н/Д       | Н/Д   |
| 2013 | Чемпіонат Європи                                          | Севілья, Іспанія                 | 08:29.12  | 5     | Н/Д       | Н/Д   | Н/Д       | Н/Д   | Н/Д       | Н/Д   | Н/Д       | Н/Д   |
| 2013 | Чемпіонат світу серед молоді                              | Лінц, Австрія                    | 07:43.68  | 4     | Н/Д       | Н/Д   | Н/Д       | Н/Д   | Н/Д       | Н/Д   | Н/Д       | Н/Д   |
| 2013 | Чемпіонат світу                                           | Чхунджу, Південна Корея          | 07:37.89  | 9     | Н/Д       | Н/Д   | Н/Д       | Н/Д   | Н/Д       | Н/Д   | Н/Д       | Н/Д   |
| 2014 | Чемпіонат Європи                                          | Белград, Сербія                  | 07:38.49  | 9     | Н/Д       | Н/Д   | Н/Д       | Н/Д   | Н/Д       | Н/Д   | Н/Д       | Н/Д   |
| 2014 | Чемпіонат світу                                           | Амстердам, Нідерланди            | DNF       | DNF   | Н/Д       | Н/Д   | Н/Д       | Н/Д   | Н/Д       | Н/Д   | Н/Д       | Н/Д   |
| 2015 | Чемпіонат Європи                                          | Познань, Польща                  | Н/Д       | Н/Д   | Н/Д       | Н/Д   | 06:27.54  | 5     | Н/Д       | Н/Д   | Н/Д       | Н/Д   |
| 2015 | Чемпіонат світу                                           | Егбелетт-ле-Лак, Франція         | 07:40.69  | 17    | Н/Д       | Н/Д   | Н/Д       | Н/Д   | Н/Д       | Н/Д   | Н/Д       | Н/Д   |
| 2016 | Кубок світу                                               | Варезе, Італія                   | 08:16.34  | 12    | Н/Д       | Н/Д   | Н/Д       | Н/Д   | Н/Д       | Н/Д   | Н/Д       | Н/Д   |
| 2016 | Чемпіонат Європи                                          | Бранденбург-на-Гафелі, Німеччина | 07:59.49  | 9     | Н/Д       | Н/Д   | Н/Д       | Н/Д   | Н/Д       | Н/Д   | Н/Д       | Н/Д   |
| 2016 | Європейська та фінальна олімпійська кваліфікаційна регата | Люцерн, Швейцарія                | 07:28.61  | 5     | Н/Д       | Н/Д   | Н/Д       | Н/Д   | Н/Д       | Н/Д   | Н/Д       | Н/Д   |
| 2018 | Чемпіонат світу                                           | Пловдив, Болгарія                | Н/Д       | Н/Д   | Н/Д       | Н/Д   | Н/Д       | Н/Д   | 06:22.49  | 17    | Н/Д       | Н/Д   |
| 2019 | Чемпіонат Європи                                          | Люцерн, Швейцарія                | Н/Д       | Н/Д   | Н/Д       | Н/Д   | Н/Д       | Н/Д   | 07:07.79  | 10    | Н/Д       | Н/Д   |
| 2019 | Чемпіонат світу                                           | Оттенсхайм, Австрія              | Н/Д       | Н/Д   | Н/Д       | Н/Д   | Н/Д       | Н/Д   | Н/Д       | Н/Д   | 06:49.96  | 15    |
| 2020 | Чемпіонат Європи                                          | Познань, Польща                  | Н/Д       | Н/Д   | 07:35.30  | 10    | Н/Д       | Н/Д   | Н/Д       | Н/Д   | Н/Д       | Н/Д   |
| 2021 | Чемпіонат Європи                                          | Варезе, Італія                   | Н/Д       | Н/Д   | Н/Д       | Н/Д   | 06:27.89  | 6     | Н/Д       | Н/Д   | Н/Д       | Н/Д   |
| 2022 | Кубок світу                                               | Белград, Сербія                  | Н/Д       | Н/Д   | Н/Д       | Н/Д   | 06:31.09  | 3     | Н/Д       | Н/Д   | Н/Д       | Н/Д   |
| 2022 | Чемпіонат Європи                                          | Мюнхен, Німеччина                | Н/Д       | Н/Д   | Н/Д       | Н/Д   | 06:53.76  | 3     | Н/Д       | Н/Д   | Н/Д       | Н/Д   |
| 2022 | Чемпіонат світу                                           | Рачице, Чехія                    | Н/Д       | Н/Д   | Н/Д       | Н/Д   | 06:24.05  | 4     | Н/Д       | Н/Д   | Н/Д       | Н/Д   |
| 2023 | Кубок світу                                               | Загреб, Хорватія                 | Н/Д       | Н/Д   | Н/Д       | Н/Д   | 06:24.43  | 1     | Н/Д       | Н/Д   | Н/Д       | Н/Д   |
| 2023 | Чемпіонат Європи                                          | Блед, Словенія                   | Н/Д       | Н/Д   | Н/Д       | Н/Д   | 06:19.12  | 1     | Н/Д       | Н/Д   | Н/Д       | Н/Д   |
| 2023 | Кубок світу                                               | Люцерн, Швейцарія                | Н/Д       | Н/Д   | Н/Д       | Н/Д   | 06:27.74  | 5     | Н/Д       | Н/Д   | Н/Д       | Н/Д   |
| 2023 | Чемпіонат світу                                           | Белград, Сербія                  | Н/Д       | Н/Д   | Н/Д       | Н/Д   | 06:29.88  | 8     | Н/Д       | Н/Д   | Н/Д       | Н/Д   |
| 2024 | Кубок світу                                               | Варезе, Італія                   | Н/Д       | Н/Д   | Н/Д       | Н/Д   | 06:11.32  | 1     | Н/Д       | Н/Д   | Н/Д       | Н/Д   |
| 2024 | Чемпіонат Європи                                          | Сегед, Угорщина                  | Н/Д       | Н/Д   | Н/Д       | Н/Д   | 06:43.02  | 2     | Н/Д       | Н/Д   | Н/Д       | Н/Д   |

## Державні нагороди
- Орден «За заслуги» II ст. (25 липня 2013) — за досягнення високих спортивних результатів на XXVII Всесвітній літній Універсіаді в Казані, виявлені самовідданість та волю до перемоги, піднесення міжнародного авторитету України[18]
- Орден «За заслуги» III ст. (15 серпня 2012) — за досягнення високих спортивних результатів на ХХХ літніх Олімпійських іграх у Лондоні, виявлені самовідданість та волю до перемоги, піднесення міжнародного авторитету України[19]